# Děčín (distrito)
Děčín é um distrito da República Checa na região de Ústí nad Labem, com uma área de 909 km² com uma população de 133.887 habitantes (2002) e com uma densidade populacional de 147 hab/km².

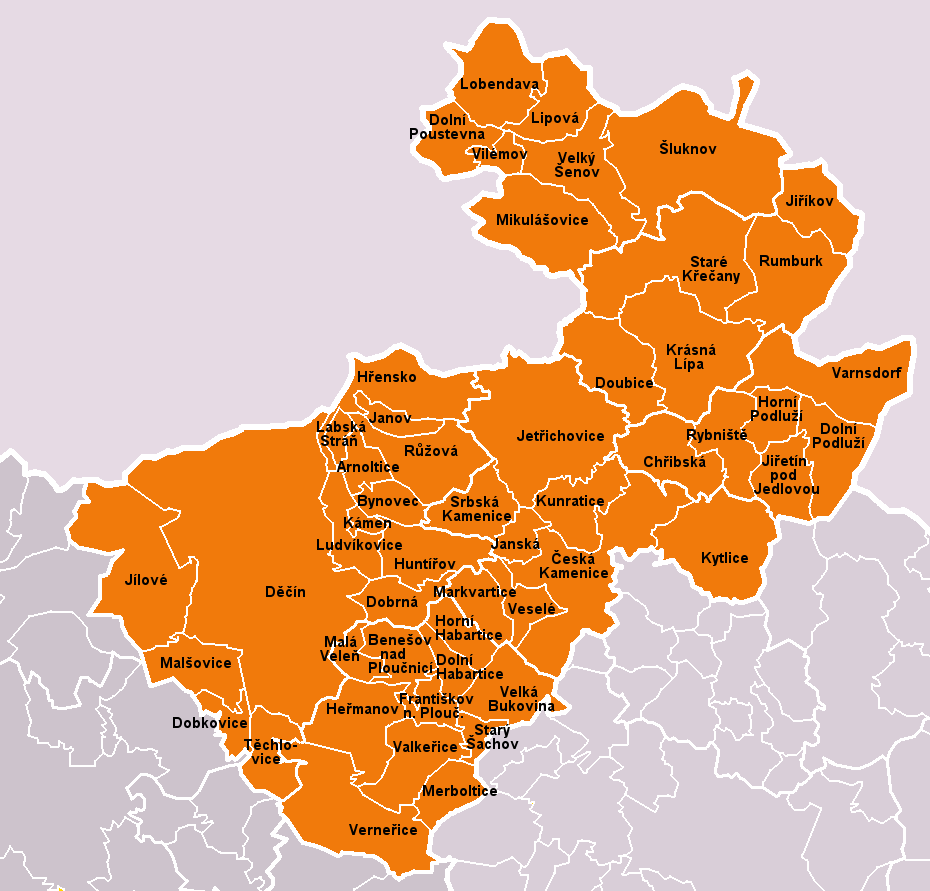